# Per Isabel. Un mandala
Per Isabel. Un mandala è un romanzo di Antonio Tabucchi pubblicato postumo nel 2013 presso Feltrinelli.

## Trama
O che altro, risposi io.»
(Dalla quarta di copertina della prima edizione italiana del novembre 2013.)
La storia inizia con la ricerca di una donna a Lisbona partendo da uno dei ristoranti più lussuosi della città poi da poliziesca la ricerca diviene metafisica e si sposta sull'amore e l'esistenza. Il protagonista Tadeus intende ritrovare il suo amore passato, Isabel, e si ritrova a riflettere sul significato stesso attribuito alle parole. Le tracce della donna si confondono e si sovrappongono: viene descritta come morta in una prigione oppure mai arrestata, e la ricerca si trasforma nel tentativo di soluzione di un enigma.

## Edizione italiana
- Antonio Tabucchi, Per Isabel: un mandala, Milano, Feltrinelli, 2013, ISBN 9788807030635, OCLC 862739853.

## Edizioni in altre lingue
- (EN) Antonio Tabucchi, For Isabel: a mandala, traduzione di Elizabeth Harris, New York - Brooklyn, Archipelago Books, 2017, ISBN 9780914671800, OCLC 965922235.
- (PL) Antonio Tabucchi, Dla Isabel: mandala, traduzione di Joanna Ugniewska-Dobrzańska, Poznań, Dom Wydawniczy Rebis, 2017, ISBN 9788380621305, OCLC 982528151.
- (DE) Antonio Tabucchi, Für Isabel ein Mandala, traduzione di Karin Fleischanderl, München, dtv, 2015, ISBN 9783423144483, OCLC 908255838.